# Internationaler Metallgewerkschaftsbund
Der Internationale Metallgewerkschaftsbund (IMB) / International Metalworkers' Federation (IMF) war ein Dachverband von über 200 freien und unabhängigen Metallgewerkschaften in 100 Ländern, die etwa 25 Millionen Mitglieder vertreten, mit Hauptsitz in Genf. Organisiert war der Verband als Verein nach Schweizerischem Recht.
Im August 1893 trafen sich 30 Gewerkschaftsmitglieder aus acht Ländern in einem Hotel im schweizerischen Zürich, um eine gemeinsame Zusammenarbeit abzustimmen. Mit der Gründung des Internationalen Metallgewerkschaftsbundes legten sie den Grundstein für eine der ältesten Organisationen dieser Art, die damals 60.000 Metaller vereinigte.
Drei Jahre später, in London, waren es schon 140.000 Arbeiter; 1900 in Paris 240.000. In Amsterdam wurde 1904 ein Internationaler Metallarbeiterbund gegründet. Anfang der 1920er stieg die Anzahl der Mitglieder auf fast drei Millionen Menschen und erreicht damit einen Höchststand, der bis zu dem Treffen in Prag 1938 auf unter 200.000 abfiel. Nach dem Zweiten Weltkrieg stieg die Anzahl der Mitglieder fast kontinuierlich. Auf dem Kongress 1947 in Kopenhagen war es 2.650.000 Mitglieder und 1971 auf dem Kongress in Lausanne 10,7 Mill. Mitglieder. 2001 hatte sich die Mitgliedschaft mehr als verdoppelt und stieg auf fast 25 Millionen.
Gewerkschaften, die in unterschiedlichen Ländern Mitarbeiter derselben multinationalen Unternehmen organisieren, wie zum Beispiel beim Autobauer Ford oder bei Siemens in der Elektronikbranche, gründeten sogenannte Weltkonzernausschüsse, die sich für die Automobilindustrie 1966 zum ersten Mal in Detroit trafen. Gleichzeitig gab es unregelmäßig stattfindende Konferenzen zur internationalen Gewerkschaftszusammenarbeit in einzelnen Branchen, so etwa seit 1951 in der Schiffbauindustrie. Hier wurde versucht, Standortkonkurrenzen zu Ungunsten der Beschäftigen zu vermeiden und gemeinsame Politikansätze zu formulieren – eine frühe Form der Globalisierungskritik.
In der japanischen Hauptstadt Tokio wurde 1957 eine Vertretung des IMB eröffnet, 1969 ein Regionalbüro in Neu-Delhi. Im südafrikanischen Johannesburg eröffnete 1984 ein Büro. Es existierten noch zwei weitere in der chilenischen Hauptstadt Santiago und Mexiko für Lateinamerika und die Karibikregion und je eines in Malaysia und Moskau.
In internationalen Organisationen wie der UNO oder der OECD vertritt der Internationale Metallgewerkschaftsbund die Interessen der Mitglieder. Alle vier Jahre treffen sich die Mitglieder, um das zukünftige Vorgehen mit Aktionsprogrammen festzulegen. Für Deutschland ist die IG Metall vertreten, für Österreich die Gewerkschaft Metall und für die Schweiz Unia und Syna.
2012 schloss sich der IMB mit ICEM (International Federation of Chemical, Energy, Mine and General Workers’ Unions) und ITGLWF (International Textile, Garment and Leather Workers’ Federation) zur Globalen Gewerkschaftsföderation IndustriALL zusammen.